# Cubocephalus prolixus
Cubocephalus prolixus là một loài tò vò trong họ Ichneumonidae.